# 中华缺翅虫
中华缺翅虫（学名：Zorotypus sinensis）一种分布于中华人民共和国西藏自治区东南察隅县境内的缺翅虫，由中国昆虫学家黄复生于1974年发表，是首个在中国境内发现的缺翅目昆虫。其种加词“sinensis”意为“中华的”。

## 形态特征
正模标本雄虫体长3～4毫米，身体呈深褐色。头部从正面看近似呈三角形，额面具有稀疏的刚毛。念珠状触角长约2毫米，9节。口器为咀嚼式。胸部发达，前胸背板近似方形，中后胸背板的后缘稍扩大，成梯形，背板两侧均具有对称的刚毛。腹部前8节构造相似，背板为横窄形，第9节背板后缘中央有棒状突出。腹部末端两侧具有一对不分节的乳头状尾须。发育类型为不完全变态，若虫乳白色。